# とけい座アルファ星
とけい座α星（とけいざアルファせい、α Hor, α Horologii）は、とけい座の恒星で4等星。この星は橙色の巨星である。